# Shōsetsuka ni Narō
Shōsetsuka ni Narō (japanisch 小説家になろう englisch Let's Become a Novelist) ist eine japanische Online-Plattform, auf der angemeldete Benutzer eigene Light Novels kostenfrei hochladen und lesen können. Die Website wurde am 2. April 2004 von Yusuke Umezaki veröffentlicht. Syosetu hat 800.000 aktive Mitglieder und verfügt über einen Online-Katalog von 400.000 Web-Novels. Die Seite hat monatlich eine Milliarde Seitenaufrufe.
Mehr als einhundert Light-Novel-Reihen, die auf Shōsetsuka ni Narō erstveröffentlicht wurden, wurden später von Verlagen lizenziert und auf physischer Ebene herausgegeben. Zwei der bekanntesten Werke, die zuerst auf der Online-Plattform erschienen, sind Log Horizon und Mahōka Kōkō no Rettōsei, die später von Enterbrain bzw. ASCII Media Works lizenziert und als Light-Novel-Reihe publiziert wurden.
Am 30. Juli 2014 startete der Verlag Futabasha das Light-Novel-Imprint Monster Bunko, das diverse Werke, welche zuvor auf Shōsetsuka ni Naro herausgebracht wurden, exklusiv veröffentlicht.

## Bekannte Werke (Auswahl)
| Titel                                                      | Autor             | Anmerkungen                                                                           |
| ---------------------------------------------------------- | ----------------- | ------------------------------------------------------------------------------------- |
| Arifureta Shokugyō de Sekai Saikyō                         | Ryo Shirakome     | lizenziert von Overlap erhielt eine Anime-Umsetzung                                   |
| Ascendance of a Bookworm                                   | Miya Kazuki       | lizenziert von TO Books erhielt Anime-Umsetzung                                       |
| Death March to the Parallel World Rhapsody                 | Hiro Ainana       | lizenziert von Fujimi Shobō erhielt eine Anime-Umsetzung                              |
| If It’s for My Daughter, I’d Even Defeat a Demon Lord      | Chirolu           | lizenziert von Hobby Japan erhielt eine Anime-Umsetzung                               |
| Isekai Cheat Magician                                      | Takeru Uchida     | lizenziert von Kadokawa Shoten erhielt eine Anime-Umsetzung                           |
| I do not want pain, so I would like to focus on defense.   | Yuumikan          | lizenziert von Fujimi Shobō erhielt eine Anime-Umsetzung                              |
| JK Haru is a Sex Worker in Another World                   | Kō Hiratori       | lizenziert von Hayakawa Publishing                                                    |
| Kimi no Suizō o Tabetai                                    | Yoru Sumino       | lizenziert von Futabasha erhielt eine Anime-Umsetzung erhielt eine Realfilm-Umsetzung |
| Kaifuku Jutsushi no Yarinaoshi                             | Rui Tsukiyo       | lizenziert von Kadokawa Shoten erhält Anime-Umsetzung                                 |
| KonoSuba                                                   | Natsume Akatsuki  | lizenziert von Kadokawa Shoten erhielt eine Anime-Umsetzung erhielt einen Anime-Film  |
| Log Horizon                                                | Mamare Touno      | lizenziert von Enterbrain erhielt eine Anime-Umsetzung                                |
| Overlord                                                   | Kugana Maruyama   | lizenziert von Enterbrain                                                             |
| Re:Zero – Starting Life in Another World                   | Tappei Nagatsuki  | lizenziert von Media Factory erhielt eine Anime-Umsetzung                             |
| That Time I Got Reincarnated as a Slime                    | Fuse              | lizenziert von Micro Magazine erhielt eine Anime-Umsetzung                            |
| The Irregular at Magic High School                         | Tsutomu Satō      | lizenziert von ASCII Media Works erhielt eine Anime-Umsetzung                         |
| Tate no Yūsha no Nariagari                                 | Aneko Yusagi      | lizenziert von Media Factory erhielt eine Anime-Umsetzung                             |
| Wise Man’s Grandchild                                      | Tsuyoshi Yoshioka | lizenziert von Enterbrain erhielt eine Anime-Umsetzung                                |
| Yūsha Shōkan ni Makikomareta kedo, Isekai wa Heiwa deshita | Toudai            | lizenziert von Shinkigensha                                                           |